# Eleutherodactylus cavernicola
Eleutherodactylus cavernicola är en groddjursart som beskrevs av W. Gardner Lynn 1954. Eleutherodactylus cavernicola ingår i släktet Eleutherodactylus och familjen Eleutherodactylidae. Inga underarter finns listade i Catalogue of Life.
Denna groda förekommer på två halvöar i södra Jamaica. Året 2020 upptäcktes den bara på ett fåtal ställen i regionen. Eleutherodactylus cavernicola gömmer sig i fuktiga kalkstensgrottor bland tropiska skogar. Grodynglens metamorfos sker inuti äggen och när äggen kläcks är ungen full utvecklade.
Beståndet hotas av klimatförändringar när vädret blir varmare och risken för orkaner ökar. Besökare i grottorna som samlar guano påverkar arten negativ. Enligt en undersökning från 2014 är Eleutherodactylus cavernicola fri från svampsjukdomar. I en av grottorna introducerades agapaddan som kan döda Eleutherodactylus cavernicola men myndigheter avlägsnar agapaddan. Grodan är mycket sällsynt. IUCN kategoriserar arten globalt som akut hotad.